# N724 (België)
De N724 is een Belgische gewestweg nabij de plaats Tessenderlo. De 8 kilometer lange route vormt een verbinding tussen de zuidkant van Tessenderlo (N725) en de Binnenhaven van Tessenderlo.
De route wordt zowel via kilometerpaaltjes als via de bewegwijzering weergegeven. De gehele route bestaat uit twee rijstroken voor beide rijrichtingen samen.